# 图特林根县
图特林根县（德語：Landkreis Tuttlingen）是德国巴登-符腾堡州的一个县，隶属于弗赖堡行政区，首府图特林根。

## 地理
图特林根县北面与罗特韦尔县和措伦阿尔布县（蒂宾根行政区），东面与锡格马林根县（蒂宾根行政区），南面与康斯坦茨县，西面与黑林山-巴尔县相邻。

## 县徽
图特林根县的县徽分为上下两半，上方的金底上有一根鹿角，象征符腾堡（图特林根等城市从1444年起属于符腾堡）；下方的蓝底上有半个四根轮辐的金色车轮，象征奥伯霍恩贝格（Oberhohenberg）伯爵家族。整个县徽表达了1938年由图特林根高级公署和施派兴根高级公署组成的图特林根县。